# Catocala roseosignata
Catocala roseosignata är en fjärilsart som beskrevs av Charles Oberthür. Catocala roseosignata ingår i släktet Catocala och familjen nattflyn. Inga underarter finns listade i Catalogue of Life.